# Црква Светих апостола Вартоломеја и Варнаве у Мардарима
Црква Светих апостола Вартоломеја и Варнаве у Мардарима на Луштици је из 15. вијека  и припада митрополији црногорско-приморској Српске православне цркве.
На источној страни храма је полукружна олтарска апсида са малим прозором. Још су два прозора, један на јужном и један на сјеверном зиду, а изнад улаза у цркву, на западном зиду, је звоно на преслицу. Између звона и врата је мала розета.

## Галерија
- Улазни дио, звоник и сјеверни зид цркве са једним прозором
- Дио унутрашњости цркве